# Consueta (religió)
La consueta és un llibre (generalment manuscrit) on es descrivien els actes litúrgics i tot el necessari per a la seva realització: textos, música, acotacions escèniques. A més de les intervencions i els diàlegs dels diferents personatges també incorpora les indicacions sobre la forma en com ha de ser representada. Les consuetes pertanyien a esglésies o a corporacions parroquials.
Als Països Catalans, les consuetes anteriors al Concili de Trento, són escrites en llatí. Les posteriors ja són escrites en català.